# Moviment Patriòtic Somali
El Moviment Patriòtic Somali (MPS, sigles angleses SPM) en un partit polític de Somàlia del clan ogadeni del grup darod.
El 1989 el Moviment Nacional Somali issaq va organitzar una força anomenada Moviment Patriòtic Somali, de base ogadeni, oposada a Barre. Els ogadeni estaven repartits entre Kenya, Somàlia i Etiòpia, però els primers a entrar al moviment foren de la regió de Kishimayu (on no són majoria) i de Kenya. A Kishimayu compartien les terres amb el clan warday dels dir, el clan gaaljecel dels hawiye, els reer aw-saeed dels dir, i els sheikhal dels hawiye.
El clans del clan ogadeni que s'havien establert a Kishimayu eren el ogaas yusuf baaltaageul (el 1850) i el 1911 van arribar els primers majeerteen; després en van arribar d'altres, incloent-hi els aurtoble, que estaven barrejats i que eren sobretot comerciants.
El general Aden Abdillahi Nur àlies Gabiyow i el coronel Ahmed Omar Jess eren oficials de l'exèrcit de Barre. Gabiyow va dirigir els anys vuitanta el programa d'extermini dels Issaq per ordre de Barre i per això es va valer d'ogadenis reclutats als camps de refugiats (contra les prescripcions de l'ONU) que eren enviats a les àrees poblades per issaqs amb ordres de matar-los. L'estiu de 1988 Gabiyow era ministre de defensa i Jess comandant del 26 sector de l'exèrcit i es van oposar a la integració dels grups irregulars ogadenis a l'exèrcit nacional, incloent-hi els ogadenis reclutats de Gabiyow pel seu programa d'extermini i els membres del Front d'Alliberament de Somàlia Occidental d'Etiòpia. Això era la culminació del tractat amb Menguistu Haile Mariam que posava fi al conflicte, tractat que havia provocat el descontentament dels ogadenis, ja que aturava el suport de Somàlia als guerrillers ogadenis. El coronel Ahmed Omar Jess va desertar i es va unir al MNS.
Tres setmanes després el general Gabiyow fou arrestat però el gener de 1989 Barre el va nomenar Ministre d'estat a la presidència; el 24 de juliol de 1989 Barre el va fer arrestar altre cop junta amb el general Mohamed Abdulle Baadle (un hawiye ex-ministre de l'interior) acusats de crims contra la nació; Gabiyow va ser destituït també del comitè central del Partit Socialista Revolucionari de Somàlia, de membre de l'Assemblea i de ministre. Això va provocar la revolta d'alguns militars ogadenis de la regió de Jubaland dirigits pel coronel Bashir Bililiqo. Ahmed Omar Jess, Bashir Bililiqo, i altres, se'n va anar a Etiòpia per planificar l'oposició a Barre i van fundar Moviment Patriòtic Somali del que Jess en va assolir la direcció. Bililiqo va morir en un enfrontament amb forces de seguretat kenyanes el maig de 1992.
Des del començament el Moviment es va coordinar amb el Congrés de la Somàlia Unificada, especialment amb el seu cap militar general Muhammad Fara Hassan, àlies Aydid. Va atacar les regions de Bakool i Bay en direcció a Mogadiscio al mateix temps que Aydid atacava des del nord. El gener de 1991 el moviment va prendre la base aèria de Balli-Dogle a 100 km a l'oest de Mogadiscio. La declaració com a president d'Ali Mahdi Muhammad, líder polític del Congrés de la Somàlia Unificada, va trencar l'acord, ja que el MPS no fou consultat, i va exigir la retirada de la proclamació de Mahdi.
Aquest va enviar una delegació a la seu del MPS a Afgoi (Afgooye) i va oferir alguns llocs ministerials al grup però aquest va refusar reconèixer el govern de Mahdi i va exigir el respecte dels acords amb Aydid que donaven al MPS una participació igualitària. Llavors Mahdi va difondre la notícia que el MPC havia unit les seves forces a les dels lleials a Barre, i les diverses milícies del CSU a Mogadiscio van atacar les posicions del MPS a l'oest. Així el grup es va veure abocat realment a reunir les seves forces a les lleials a Barre, forces que per això no van poder ser perseguides per les milícies d'Aydid quan es retiraven cap sud. Així les forces lleials a Barre es van poder reorganitzar a Gabarhaarrey i atacar en direcció a Mogadiscio l'abril del 1991, i a l'any següent altre cop (abril de 1992).
Els partidaris de Barre excepte els marehan van proclamar que el Moviment Patriòtic seria el representant de tots els clans del grup darod al sud, i molts darods lleials a Barre (majeerteens, dhulbahantes i warsangelis) van ingressar al moviment, diluint el seu inicial pes del clan darod ogadeni. Omar Moalim va al·legar la representació del grup a la conferència de pau Djibouti del 1991, però el grup va refusar la seva representativitat i era probablement un enviat dels lleials de Barre.
Ahmed Omar Jess preparava un congrés del moviment a Kishimayu quan es va assabentar que els oficials lleials a Barre planejaven una reunió allí de l'anomenat 21è Comitè (5 de gener de 1992). El Congrés de Jess no es va poder celebrar doncs Gabyow (que formava una facció dins el moviment) i Muhammad Siyad Hersi, àlies Morgan, (líder dels seguidors de Barre al Front Nacional Somali, però que com a majeerteen havia perdut la majoria al grup) van atacar Kishimayu. Jess va resistir i va formar un nou Moviment Patriòtic Somali amb els originals dirigents ogadenis i va buscar renovar l'aliança amb el general Aydid que ara s'havia separat de Mahdi i tenia la seva pròpia facció del Congrés de la Somàlia Unificada. En una reunió feta a Bardera els dos grups es van unir i amb dos més van formar l'Aliança Nacional Somali (els altres dos grups foren el Moviment Nacional Somali del Sud i la facció de Nur Aliyou del Moviment Democràtic de Somàlia).
El General Gabiyow i el general Muhammad Siyad Hersi, àlies Morgan, van organitzar als membres no ogadenis del MPS amb Gabyow com a President i Morgan com a comandant de les milícies. El primer es va establir a Nairobi dedicat a la política i el segon va restar al camp de batalla. La nova organització estava formada per membres dels clans o clans del grup darod: bartire, abasguul, aurtoble, majeerteens, warsangelis i dhulbahantes, amb alguns ogadenis (com el general Gabiyow). Com que els tres darrers grups eren descendents d'Harti foren coneguts com els hartis (hartis del sud, per diferenciar-los dels del nord, que actualment són menys que els que viuen al sud). Jess va exercir algunes represàlies contra civils hartis a Kishimayu i rodalia.
Les forces de la UNITAF dirigides pels Estats Units van bloquejar l'ofensiva de Morgan vers Baidoa a finals del 1992 i Morgan es va replegar cap a la rodalia de Kishimayu i a les zones fronteres amb Kenya. El gener de 1993 Morgan va atacar a les forces del Moviment Patriòtic Somali de Jess (part de l'Aliança Nacional Somali) prop de Kishimayu, amb soldats que li havien restat lleials de la seva facció del Front Nacional de Somàlia integrats amb les forces del Moviment Patriòtic de Somàlia-Gabiyow. Els americans (amb la cooperació de les forces belgues) van utilitzar helicòpters per atacar a Morgan (25 de gener de 1993) i evitar el seu atac a Kishimayu on el coronel Jess cooperava amb l'UNITAF i havia concentrar els seus milicians i armes en camps controlats, i en canvi Morgan no ho havia fet.
El 1993 el Moviment va ocupar Kismaayo i va dominar Jubaland. Quan es van retirar les forces de l'ONU el març del 1995 el moviment controlava tres quarts del Jubaland. El 1998 va establir un govern autònom a aquesta regió. Els moviments oposats es van aliar (Forces Aliades Somalis) i el van expulsar el 1999. Després de dos intents de recuperar el poder (2001 i 2004) a Kismaayu les seves forces estaven reduïdes a uns 1000 homes. Va participar en la conferència de pau a Kenya que va portar a l'establiment del Govern Federal de Transició al que va acabar donant suport després d'haver trencat les converses, però no va obtenir cap ministeri. Si bé nominalment encara existeix va deixar de tenir un paper actiu després del 2006.